# Tonho Matéria
Antonio Carlos Gomes Conceição (Salvador, 12 de maio de 1964), conhecido como Tonho Matéria, é um cantor, compositor e capoeirista brasileiro. É conhecido pelas composições para diversos cantores da música baiana, além dos trabalhos próprios como cantor. Foi integrante do Olodum.

## Biografia
Tonho conta que passou a adolescência no bairro do Pau Miúdo, em Salvador. Em 1983, inscreveu no Bloco Afro Ébano, no bairro da Cidade Nova, inscreveu a canção Em Busca de Um Novo Deus para o festival de músicas temáticas e ficou em segundo lugar. Foi cantor do trio Camaleão, junto com Luiz Caldas. Integrou a banda Olodum e, em 1989, já gravava seu primeiro álbum solo, cujo sucesso foi Desejo Egotismo, conhecido como Tchau Galera. Em 1994, lançou o álbum Tá na Cara, conhecida pela faixa Tchaco, pioneira no gênero pagode baiano.
Em 1995, lançou o álbum Rum Bragadá, que obteve 250 mil cópias vendidas. Também lançou os álbuns Marechal da Alegria (1996) e Aldeia Tribal (1998), este último marcado pela música Ah, tô maluco minha gente. Seu primeiro álbum ao vivo veio em 1999 com o trabalho 100% Energia.
A partir de 2000, passou a ficar mais dedicado à capoeira, tendo criado uma ONG. De 2002 a 2008, voltou a integrar o grupo Olodum. Em 2009, voltou à carreira musical solo.
Até 2018 era integrante do grupo Ara Ketu.

## Composições
Compôs Auê em parceria com Marinho para a banda Cheiro de Amor. Para Lecy Brandão compôs Maravilha, lançada no álbum Cidadã Brasileira, de 1991. Também é autor das músicas Se Me Chamar, Eu Vou, do Chiclete com Banana; Rebola, do É o Tchan; Dia dos Namorados, cantada por Asa de Águia; e Joga o Laço por Harmonia do Samba.

## Discografia parcial[8]
- 1989 - Tonho Matéria (BMG-Ariola)
- 1994 - Tá na Cara (Warner)
- 1995 - Rum Bragadá (Warner)
- 1996 - Marechal da Alegria (Warner)
- 1998 - Aldeia Tribal (Polygram)
- 1999 - 100% Energia